# 이반 코네프
이반 스테파노비치 코네프(러시아어: Ива́н Степа́нович Ко́нев, 1897년 12월 28일 ~ 1973년 5월 21일)는 제2차 세계 대전에서 활약한 소련의 군인이다. 그는 독일군에 대한 소련군의 여러 반격을 지휘하여 동유럽의 여러나라를 해방시켰으며, 독일의 수도 베를린을 점령하는 데 공훈을 세웠다. 또한 바르샤바 조약기구의 최고사령관이 되어 헝가리 반공봉기를 진압했다.

## 초기 이력
현재 키로프 주에 있는 중앙러시아의 빈농 집안에서 태어났다. 거의 교육을 받지 못했고, 1916년 러시아 제국군에 징집될때까지 나무꾼으로 일했다.
1917년 러시아 혁명이 발발하자 부대는 해체되었고, 그는 집에 돌아왔다. 그러나 1919년 러시아 내전의 와중에서 볼셰비키 당에 가입했고, 붉은 군대에 입대하였다. 붉은 군대에서 포병과에 있었으며, 극동 공화국 소속의 붉은 군대에서 싸웠다. 당시 코네프의 상관은 클리멘트 보로실로프였으며, 보로실로프는 후에 소련의 최고권력자가 되는 스탈린의 친구였기 때문에, 코네프는 이런 인맥으로 출세가도를 달리게 되었다.
1926년 코네프는 프룬제 군사 아카데미에서 고급과정을 이수하고, 트랜스바이칼과 북코카서스 군관구에 배치되었다. 스탈린의 대숙청 당시 많은 고급 지휘관들이 숙청되지만, 이것을 무사히 넘긴 장교들은 지휘공백을 메꾸기 위해 빠르게 승진하였다. 코네프는 스탈린의 친우인 보로실로프의 후원으로 대숙청을 무사히 넘겼고 빠르게 승진하였다.
군직뿐만 아니라 당직으로도 승진하여 1937년에는 최고소비에트의 대리가 되었고, 1939년엔 당 중앙위원회의 후보위원이 되었다.

## 제2차 세계대전
1941년 6월 나치 독일이 소련을 침공하자 코네프는 비테프스크의 제19군 사령관에 임명되었다. 여기서 코네프는 쇄도해 오는 독일군과 싸웠다. 1941년 10월부터 1942년 8월까지 칼리닌 전선군을 맡아 모스크바 공방전에서 큰 활약을 하였다. 그리하여 상급대장(한국군의 대장에 해당)으로 승진하였다.
스탈린의 신임을 받게 된 코네프는 1943년 여름에는 제2 우크라이나 전선군을 맡아 쿠르스크 전투에서 독일군에 반격하는 역할을 맡았다. 쿠르스크에서 공세로 전환한 코네프는 후퇴하는 독일군을 추격하면서 벨고로드, 하르코프, 키에프를 탈환하였다.
1944년 1월-2월에는 제1 우크라이나 전선군의 사령관인 바투틴과 함께 드네프르강-카르파티아산맥 방면 공세를 지휘하여 독일군의 남방집단군을 포위 섬멸하였다. 이 공적으로 1944년 2월 코네프는 원수로 승진하였다.
1944년 코네프 군은 우크라이나와 벨라루스를 거쳐 폴란드와 체코슬로바키아로 진격하였다. 7월까지 코네프 군은 폴란드의 비스와강에 도달했고, 이 공적으로 소련 영웅 훈장을 받았다. 1944년 9월, 제4 우크라이나 전선군으로 이름을 바꾼 코네프의 부대는 슬로바키아에 입성했다.
1945년 1월, 코네프의 부대는 주코프가 지휘하는 부대와 함께 오데르-나이세 공세에 참가하여 비스와강을 넘어 서부 폴란드로 진격하였다. 남쪽 공세를 맡은 코네프 군은 크라쿠프을 함락시켰다. 나치는 이 도시를 완전히 파괴하려고 했으나, 코네프는 기습작전을 실시하여 이를 막았다. 또한 실레지아의 산업지대를 손아귀에 넣었다.
1945년 4월 경쟁자인 게오르기 주코프의 제1벨라루스 전선군과 함께 베를린 공세를 맡아 먼저 베를린에 입성했으나, 스탈린의 명령으로 주코프 군이 베를린 점령의 임무를 맡아 이를 달성했다. 코네프는 다시 독일 패잔병들을 소탕하면서 남서쪽으로 진격하여 토르가우에서 미군과 만났고 독일의 공식적인 항복후에도 저항하던 프라하 주둔 독일군을 격파하였다.

## 전후
전후, 코네프는 동부 독일 주둔 소련군 사령관을 역임하였고, 이후 오스트리아의 연합국 최고 담당자를 역임하였다. 1946년 코네프는 주코프를 대신하여 국방부 제1부부장이 되었고, 소련 지상군 사령관을 맡았다. 이 자리를 1950년까지 맡았고, 이후 카르파티아 군관구의 사령관이 되었다. 이것은 확실히 강등이었고, 전시 사령관이 잠재적 경쟁자로 떠오를 것을 두려워 한 스탈린의 조치였다.
스탈린의 사후, 코네프는 다시 요직으로 복귀하였고, 새로운 권력자 흐루쇼프의 정치적 동맹자가 되었다. 코네프는 흐루쇼프의 정적이던 베리야를 체포해 처형하는데 큰 역할을 했고, 이 공적으로 다시 국방 제1부부장과 소련 지상군 사령관이 되었다. 1956년에는 바르샤바 조약기구의 총사령관에 임명되었다. 그가 취임한 직후, 바르샤바 조약군은 헝가리 반소 봉기를 잔인하게 진압하였다.
이자를 마지막으로 1960년에 코네프는 현역을 은퇴하였으나 1961년 다시 현역으로 복귀하여 동독주둔 소련군 사령관을 맡았다. 이후 명예직인 국방부 총감독관을 맡았다.
1973년 사망했다.